# تایپا گرل
«تایپا گرل» (انگلیسی: Typa Girl) ترانه‌ای از گروه دخترانهٔ کره‌ای بلک‌پینک برای دومین آلبوم استودیویی آنها به نام صورتی زاده‌شده است و در ۱۶ سپتامبر ۲۰۲۲ منتشر شد.

## پس‌زمینه
در ۷ سپتامبر ۲۰۲۲، از طریق حساب‌های رسمی گروه در فضای مجازی، «تایپا گرل» به عنوان سومین ترانه از آلبوم صورتی زاده‌شده معرفی شد.

## جدول‌ها
| جدول (۲۰۲۲)                         | بهترین جایگاه |
| ----------------------------------- | ------------- |
| استرالیا (ای‌آرآی‌ای)                 | ۵۷            |
| کانادا (۱۰۰ تک‌آهنگ داغ کانادا)      | ۵۱            |
| فرانسه (اس‌ان‌ئی‌پی)                   | ۱۷۱           |
| گلوبال ۲۰۰ (بیلبورد)                | ۱۶            |
| مجارستان (تک‌آهنگ تاپ ۴۰)            | ۳۴            |
| هنگ کنگ (بیلبورد)                   | ۹             |
| اندونزی (بیلبورد)                   | ۷             |
| مالزی (بیلبورد)                     | ۱۳            |
| تک‌آهنگ‌های داغ نیوزیلند (آرام‌ان‌زد)   | ۴             |
| فیلیپین (بیلبورد)                   | ۳             |
| سنگاپور (بیلبورد)                   | ۴             |
| سنگاپور (آرآی‌ای‌اس)                  | ۱۲            |
| کره جنوبی (بیلبورد)                 | ۲۰            |
| کره جنوبی (گائون)                   | ۹۳            |
| تایوان (بیلبورد)                    | ۱۴            |
| تک‌آهنگ‌های بریتانیا (اوسی‌سی)         | ۹۳            |
| یواِس بابلینگ آندر هات ۱۰۰ (بیلبورد) | ۱۴            |
| ویتنام (ویتنام هات ۱۰۰)             | ۳             |